# Drepanosticta pytho
Drepanosticta pytho là loài chuồn chuồn trong họ Platystictidae. Loài này được Lieftinck mô tả khoa học đầu tiên năm 1937.